# 隗禧
隗禧（?—?），字子牙，京兆郡（治今陕西省西安）人，三国时曹魏学者。
隗禧出身寒门。年轻时好学。初平年间，三辅大乱，隗禧客居荆州，劳作之余手不释卷。曹操平定荆州，召署军谋掾。魏文帝黄初年间，时任谯王郎中。谯王曹林听说他是儒者，常虚心从学。隗禧以敬恭的态度教谯王曹林。隗禧以得病还朝，拜为郎中。八十馀岁，告老回家，跟随他学习的人很多。隗禧精通诸经，善观天文，他对鱼豢说：“天下兵戈尚犹未息，如之何？”鱼豢向他问左传，隗禧回答：“想要知道幽微不如读易经，想要知道人伦之纪不如读三礼，多识山川草木之名不如读诗经，左氏就是相斫书，不足精意。”鱼豢向他问诗经，隗禧说齐、韩、鲁、毛四家义，撰诸经解数十万字，未及缮写而耳聋，几年后病亡。